# Wobblersyndroom
Het wobblersyndroom is een complex van symptomen, dat door een beschadiging van het cervicale deel van het ruggenmerg tot stand komt. Het syndroom treedt vooral bij honden en paarden op. Door de beschadiging van het ruggenmerg vertonen aangetaste dieren ataxie. De prognose hangt van de oorzaak af.